# Giuseppe Vaccaro (pittore)

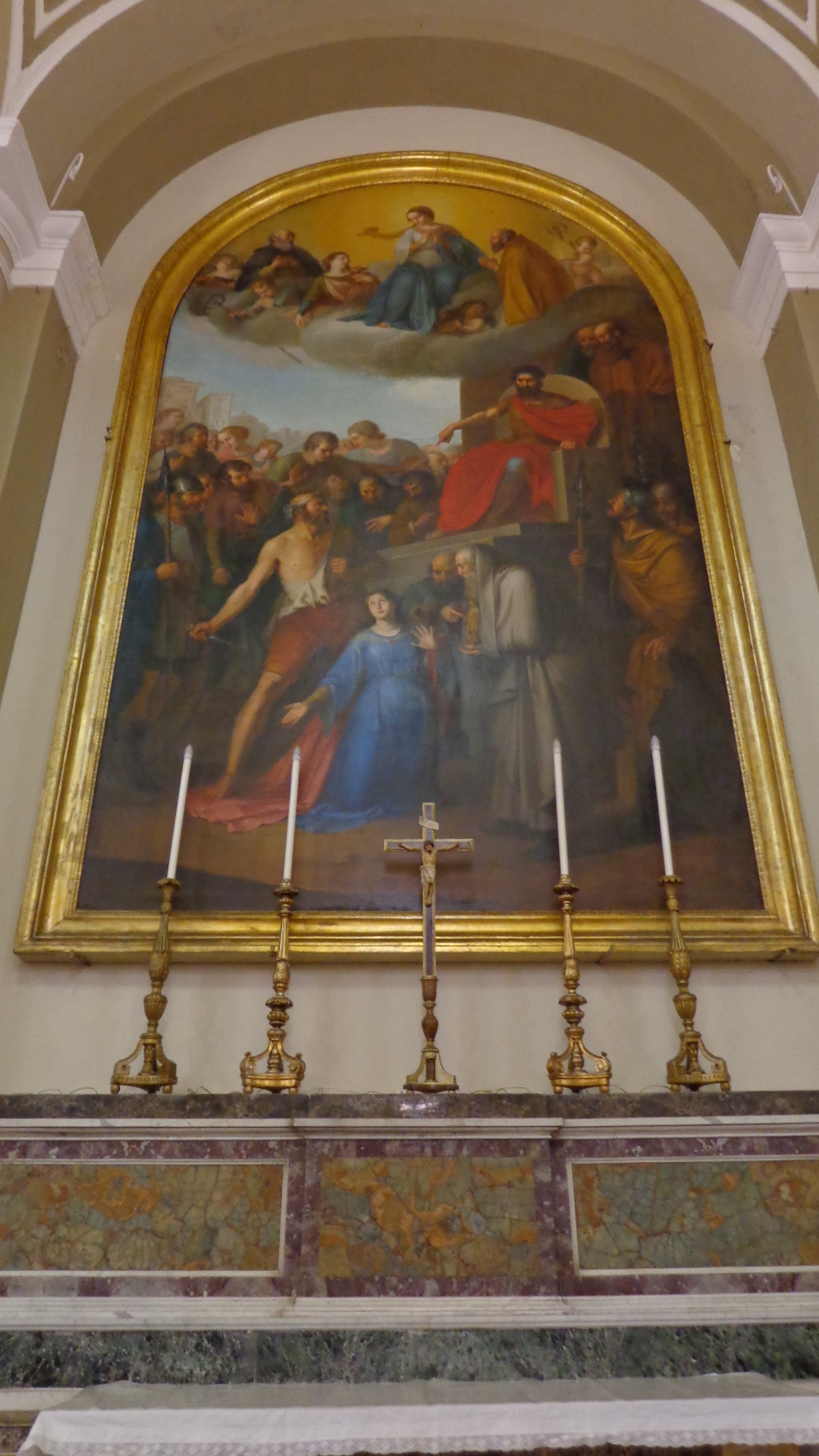
Martirio e apoteosi di Sant'Agata, duomo di Sant'Isidoro Agricola di Giarre.

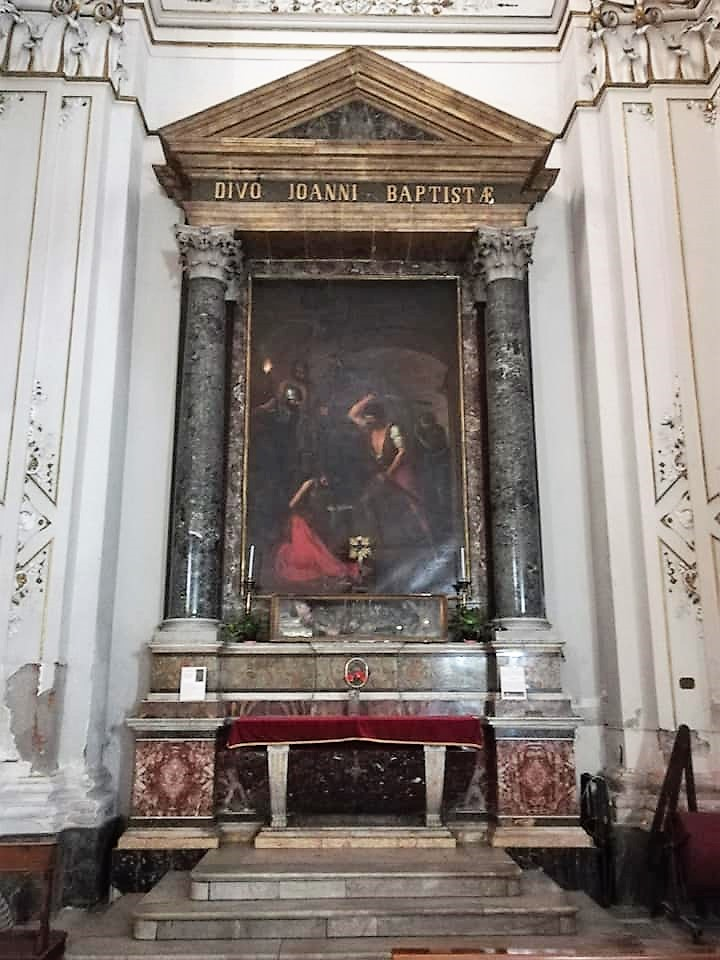
Decollazione del Battista, santuario della Madonna del Carmine di Catania.

Giuseppe Vaccaro (Caltagirone, 1793 – Caltagirone, 1866) è stato un pittore e scultore italiano.

## Biografia

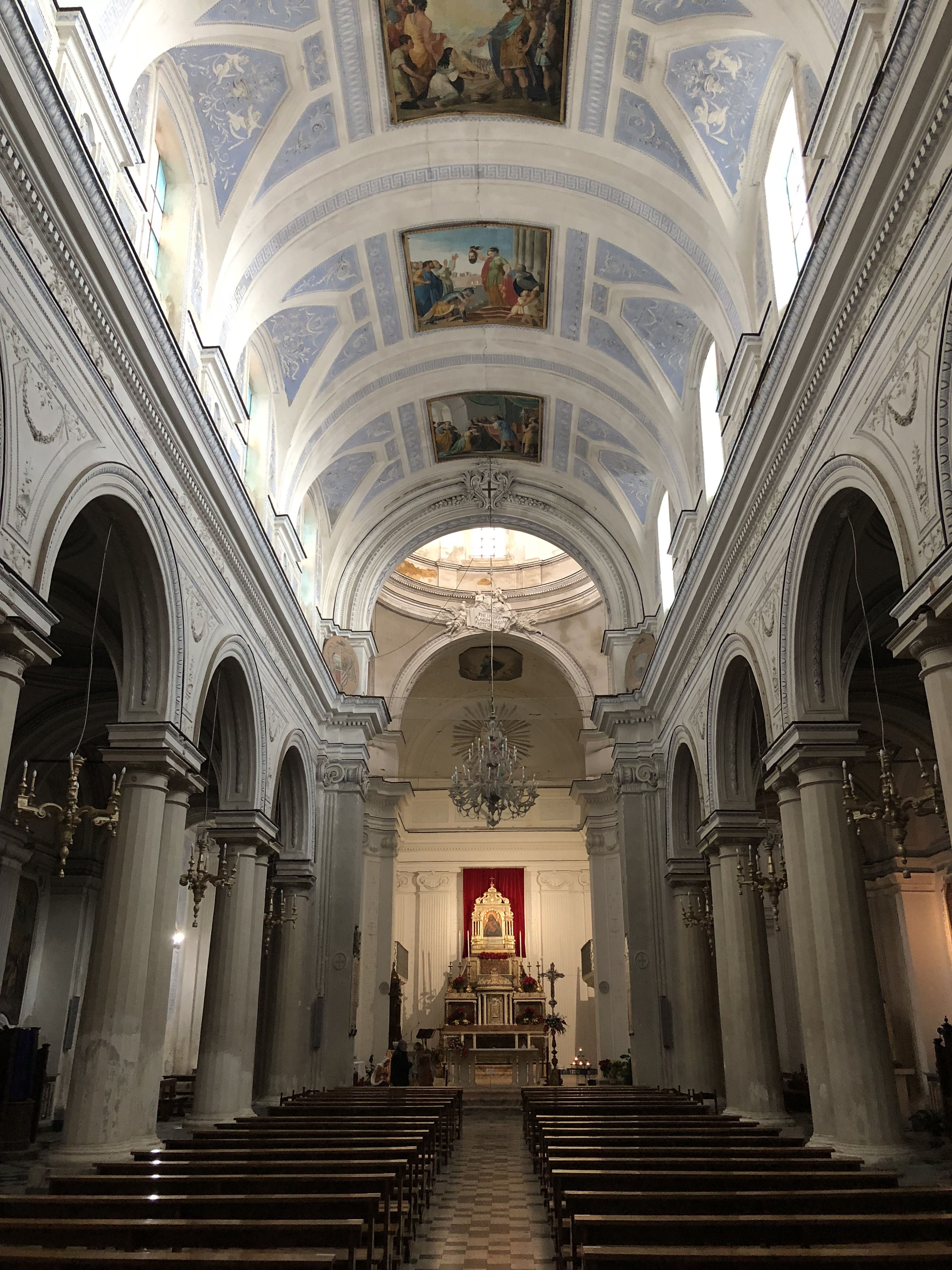
Ciclo, affreschi volte basilica di Santa Maria del Monte di Caltagirone.

Figlio di fabbro, allievo del Giuseppe Velasco a Palermo, oltre a dipingere, era rinomato per le sue sculture in legno. Era fratello maggiore di Francesco Vaccaro con il quale ha firmato numerose tele.

## Opere

### Provincia di Catania
Caltagirone 
- XIX secolo, Crocifisso, scultura lignea, opera custodita nella cappella eponima della chiesa di Santa Chiara e Santa Rita.
- 1814c., Sogno di Guglielmo II, dipinto, opera custodita nei Musei civici Luigi Sturzo.
- 1827, Ciclo, affreschi raffiguranti episodi della vita di San Pietro Apostolo (Consegna delle Chiavi del Regno, Pietro e Giovanni che guariscono uno storpio, Prigionia di Pietro, Crocifissione di Pietro), opere presenti negli ambienti della chiesa di San Pietro Apostolo.
- XIX secolo, Cantoria e balaustre dell'altare, opere presenti nella Cappella Neogotica.

Basilica cattedrale di San Giuliano: 
- 1855, Patrocinio di San Giacomo, olio su tela, opera dei "Fratelli Vaccaro".
- 1859, Gesù fra i dottori, raffigurazione di episodio biblico, opera dei "Fratelli Vaccaro".
- XIX secolo, Presepe in terracotta ispirato al barocco siciliano.
- 1850, Cristo morto, scultura lignea, manufatto in grandezza naturale ricavato da un tronco intero di cipresso, da Giuseppe Vaccaro. È collocata nella splendida Urna, per la devota processione del Venerdì Santo, seguita dalla vara con simulacro raffigurante la Madonna Addolorata.
- 1850, Cristo Risorto, olio su tela, opera custodita nel presbiterio.
- 1862, Ciclo raffigurante episodi tratti dal Vecchio e Nuovo Testamento:
  - Nei cinque riquadri della volta della navata centrale il Sacrificio di Abele, l'Arca di Noè, l'Incontro di Abramo con la prefigurazione di Cristo, le Offerte di Melchisedech, il Castigo di Qarah, Dathan e Abiram i sacerdoti che contestavano a Mosè ed Aronne l'autorità civile e religiosa sul popolo eletto, e per questo furono inghiottiti con le loro famiglie dalla terra e consumati dal fuoco, infine il Trasporto dell'Arca nel tempio di Gerusalemme;
  - Braccio transetto destro: la Distruzione del tempio di Gerusalemme ovvero la fine del culto antico;
  - Braccio transetto sinistro: la Consegna delle Chiavi del Regno all'Apostolo Pietro, chiamato a continuare la missione di Cristo;
  - Nella volta del presbiterio il momento fondante del nuovo culto: l'Istituzione dell'Eucaristia con la raffigurazione ispirata all'Ultima Cena di Leonardo da Vinci.

Chiesa di San Giuseppe: 
- XIX secolo, San Raffaele e Tobia, olio su tela, opera dei "Fratelli Vaccaro";
- XIX secolo, San Benedetto, olio su tela, opera dei "Fratelli Vaccaro";
- XIX secolo, Madonna di Loreto, olio su tela, opera dei "Fratelli Vaccaro".

Opere sparse in altri luoghi di culto cittadini:
- 1858, Miracolo di San Giacinto, olio su tela, opera dei "Fratelli Vaccaro" custodita nella chiesa di San Domenico.
- XIX secolo, Prospetto, architettura della chiesa di San Giorgio.
- XIX secolo, Cristo Appassionato, olio su tela, opera dei "Fratelli Vaccaro" custodita nella chiesa di santa Maria dell'Itria del convento dell'Ordine dei frati minori cappuccini.
- XIX secolo, Tele, olio su tela, opere dei "Fratelli Vaccaro" custodite nel santuario della Madonna del Ponte.
- XIX secolo, Ciclo, cinque riquadri ad olio raffiguranti figure femminili dell'Antico Testamento precorritrici di Maria, opere dei "Fratelli Vaccaro" realizzate nella volta della basilica di Santa Maria del Monte.

- 1870, Ultima Cena, copia di soggetto, riproduzione fedele custodita nella Pinacoteca dei Musei civici Luigi Sturzo.
- 1816, Madonna con i Santi Giacomo e Giuliano, olio su tela, opera custodita nel Museo diocesano.

 Aci Sant'Antonio 
- 1851, Messa di San Gregorio e Anime Purganti, olio su tela, opera dei "Fratelli Vaccaro" custodita nella chiesa di San Biagio.

 Acireale 
- 1846, Predica di Santa Venera, olio su tela, opera dei "Fratelli Vaccaro" custodita nella chiesa del Collegio di Santa Venera.
- 1851, Madonna del Carmelo in Gloria tra i Santi, olio su tela, opera dei "Fratelli Vaccaro" custodita nella chiesa di San Michele Arcangelo.
- 1853, Ciclo episodi della vita di San Benedetto da Norcia, olio su tela, opere dei "Fratelli Vaccaro" custodite nella chiesa di Sant'Agata.

 Belpasso 
- 1864, Immacolata, olio su tela, opera dei "Fratelli Vaccaro" custodita nel duomo di Santa Maria Immacolata.

 Catania 
- 1858, Decollazione del Battista, olio su tela, opera dei "Fratelli Vaccaro" custodita nel santuario della Madonna del Carmine.

 Giarre 
- 1849, Martirio e apoteosi di Sant'Agata, olio su tela, opera dei "Fratelli Vaccaro" custodita nella cappella eponima del duomo di Sant'Isidoro Agricola.
- 1863, Madonna dei Raggi, olio su tela, opera dei "Fratelli Vaccaro" custodita nella chiesa di San Giovanni Battista della frazione di San Giovanni Montebello.

 Grammichele 
- 1864, Immacolata, olio su tela, opera dei "Fratelli Vaccaro" custodita nella Cappella dell'Ospedale.

 Militello in Val di Catania 
- 1864, Immacolata, olio su tela, opera dei "Fratelli Vaccaro" custodita nel duomo di San Nicolò e del Santissimo Salvatore.

 San Michele di Ganzaria 
- 1835c., affreschi, opere dei "Fratelli Vaccaro" presenti nelle volte del duomo di San Michele Arcangelo.

 Santa Venerina 
- XIX secolo, Madonna del Rosario, olio su tela, opera dei "Fratelli Vaccaro" custodita nella duomo di Santa Venera.

 Vizzini 
- 1866, Cuore Immacolato di Maria, olio su tela, opera dei "Fratelli Vaccaro" custodita nella chiesa di Santa Maria di Gesù.

### Provincia di Enna
Aidone 
- XIX secolo, San Francesco di Paola, olio su tela, opera dei "Fratelli Vaccaro" custodita nella chiesa di Sant'Anna.

 Barrafranca 
- 1818, Madonna delle Grazie, olio su tela, opera giovanile commissionata per la chiesa di Santa Maria delle Grazie.
- 1837, San Rocco, olio su tela, opera dei "Fratelli Vaccaro" custodita nella chiesa dell'Itria.

Chiesa di San Francesco D'Assisi:
- 1857, Via Crucis, Via Crucis in 14 quadri, olio su tela, dimensioni di 58 x 76 cm, verosimilmente la prima delle 5 Vie Crucis eseguite nello studio dei "Fratelli Vaccaro", commissione del reverendo Bonaventura da Barrafranca, ministro provinciale dei frati francescani del convento di Barrafranca;
- 1857, Immacolata;
- 1857, Immacolata coronata di stelle;
- 1857, Immacolata, statua.

Chiesa di Maria Santissima della Stella:
- 1859, Madonna dei Raggi, olio su tela, opera dei "Fratelli Vaccaro".

### Provincia di Ragusa

#### Ragusa
- XIX secolo, Crocifissione raffigurata sul telerio o tela della Passione, opera realizzata con la collaborazione del fratello Francesco e custodita nel tesoro del duomo di San Giorgio.

### Provincia di Trapani

#### Erice
- 1861, Porziuncola o Santa Maria degli Angeli o Perdono di Assisi, olio su tela, opera dei "Fratelli Vaccaro" documentata nella chiesa di San Francesco.[1]
- 1861, San Martino, olio su tela, opera dei "Fratelli Vaccaro" documentata nella chiesa di San Martino.[1]
- 1861, Crocifisso Spirante, olio su tela, opera dei "Fratelli Vaccaro" documentata nella chiesa di Sant'Anna.[1]